# Johann Schwartzkopff (Jurist)
Johann Schwartzkopff (* 28. November 1596 in Bockenem; † 27. November 1658) war Jurist und Kanzler des Fürstentums Braunschweig-Wolfenbüttel.

## Leben
An ein Jurastudium in Helmstedt, Jena und Leipzig, wobei er in letzterem Ort zum Dr. iur. promoviert wurde, schloss sich eine Tätigkeit als Advokat am fürstlichen Hofgericht Wolfenbüttel an. Ab 1623 wirkte er als Advokat des Stifts Halberstadt. 1627 war er Landsyndikus unter Herzog August von Wolfenbüttel, 1637 Konsistorialrat, ab Oktober 1637 Geheimer Kammerrat und Vizekanzler und ab März 1646 Kanzler. In den Jahren 1653/54 war er Gesandter beim Reichstag in Regensburg.
Er war mit Margareta Schwartzkopf (1604–1625) verheiratet.

## Schriften (Auswahl)
- Gründliches Bedencken Von den Articulirten Klag-Libellen: Bey letztem Reichstage zu Regensburg, Müller, 1657
- Bibliotheca Augusta Serenissimi, Illustrissimi Principis, ac Domini, Dn. Augusti, Ducis Brunovicensis, & Lunaeburgensis. Quae est Wolferbyti, 1649